# Palacio San Joseren
El Palacio de  San Joseren es un edificio ecléctico cuyo artífice, Jose Luis Oriol, construyó como vivienda familiar, finalizando su construcción a principios de siglo, más concretamente en 1916. El conjunto del palacio es uno de los ejemplos más bellos y mejor conservados de la época de esplendor de la burguesía vizcaína de principios del siglo XX. 
El Palacio fue edificado en el centro de una extensa finca siguiendo el estilo vigente en aquel momento. Forma parte del conjunto de palacios y palacetes que se emplazan en la Avenida de Zugazarte en el barrio de Las Arenas, municipio de Guecho

## Distribución
Es una construcción exenta, de planta irregular y cubierta plana aterrazada sobre una ancha cornisa de modillones. La fachada principal presenta un perfil muy movido merced a su disposición en tres cuerpos cuyos planos se escalonan, siendo el más adelantado el lateral derecho, de forma poligonal. 
Su alzado consta de sótano, planta baja, una altura y desván. Estas alturas se separan mediante dos líneas de imposta y organizan seis ejes principales de huecos.
En planta baja los vanos son de medio punto y destaca el soportal de acceso, en arcada, sobre columnas pareadas. El primer piso presenta vanos adintelados de alféizar sobre modillones y terraza antepechada de reja en el lateral izquierdo. El desván acoge pequeños vanos apaisados. La fachada luce los escudos familiares  de Jose Luis Urquijo Oriol Urigüen y Gordo-Sáez. En el interior del tejado aterrazado existe un pequeño cuerpo coronado de pináculos. La construcción se apareja en sillería de buena calidad. 
Aparece rodeada por un originalmente amplio jardín murado con bella puerta de acceso. Junto a la entrada posee un edificio auxiliar, diseñado por el mismo arquitecto en 1916 como garaje de la finca, que estilísticamente se incorpora dentro de las corrientes del regionalismo neovasco. Es un edificio de gran calidad arquitectónica y ambiental.

## Actualidad
Actualmente, tras un reciente proceso de restauración y renovación, el Palacio de San Joseren ofrece  la oportunidad de  atender cualquier tipo de evento, tanto familiar como empresarial y, habitualmente, en el Palacio se celebran bodas y eventos, cuenta con diez salones de diferentes características y elegantes detalles.
Asimismo, el edificio se encuentra rodeado por espléndidos jardines para aperitivos y banquetes al aire libre.

## Otros datos
- Protección actual: Calificado. Protección Media
- Boletín: BOPV 05-06-2001